# Artur Soares Dias
Artur Manuel Ribeiro Soares Dias (Vila Nova de Gaia, 14 de julho, 1979) é um ex-árbitro  português.
Faz parte da Associação de Futebol do Porto. Estudou no Instituto Superior de Línguas e Administração de Vila Nova de Gaia e sua profissão é a de árbitro. 
Arbitrou a Final da Liga Conferência Europa da UEFA de 2023–24.